# Petit-duc à gorge blanche
Megascops albogularis
Espèce
Synonymes
- Syrnium albogularis Cassin, 1849
(protonyme)
- Otus albogularis (Cassin, 1849)

Statut de conservation UICN

 LC  : Préoccupation mineure
Statut CITES
Le Petit-duc à gorge blanche (Megascops albogularis) est une espèce d'oiseaux de la famille des Strigidae.

## Description
C'est la plus grande espèce de son genre, Megascops, mesurant 26 centimètres de long pour un poids de 185 grammes.

## Répartition
Cette espèce vit dans les Andes, en Bolivie, Colombie, Équateur, Pérou et Venezuela.

## Sous-espèces
D'après la classification de référence du Congrès ornithologique international (v. 14.1), le Petit-duc à gorge blanche possède 5 sous-espèces (ordre phylogénique) :
- Megascops albogularis obscurus (Phelps, WH & Phelps, WH Jr, 1953) ;
- Megascops albogularis meridensis (Chapman, 1923) ;
- Megascops albogularis macabrus (Bonaparte, 1850) ;
- Megascops albogularis albogularis (Cassin, 1849) ;
- Megascops albogularis remotus (Bond, J & Meyer de Schauensee, 1941).